# حریم خصوصی پزشکی

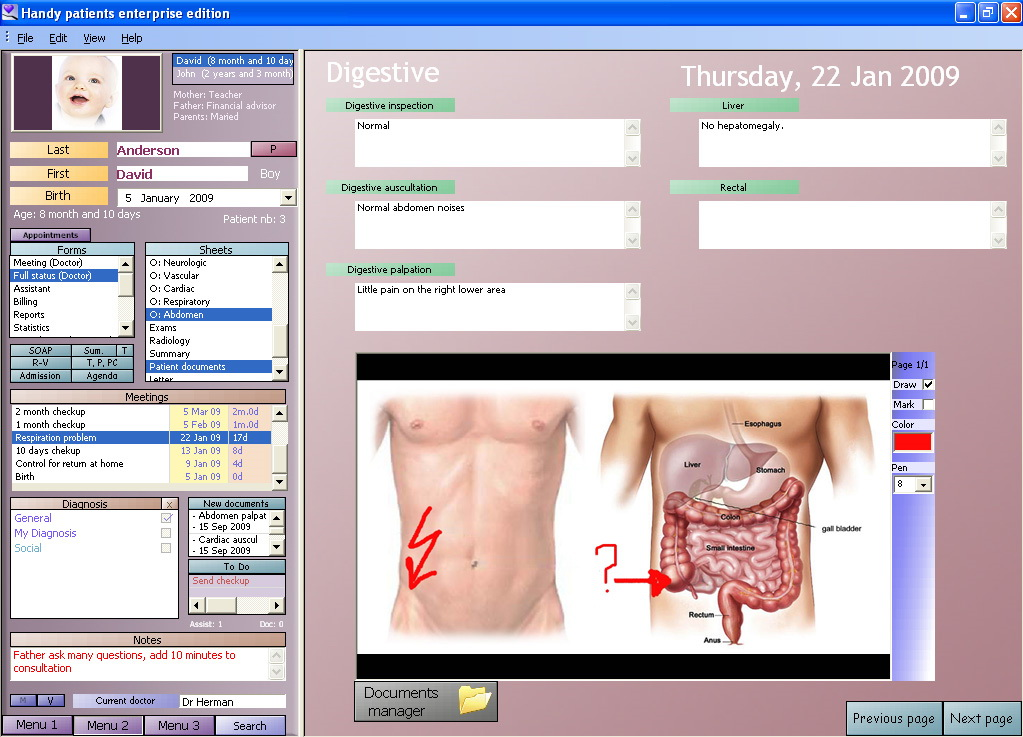
حریم خصوصی

حریم خصوصی پزشکی (انگلیسی: Medical privacy) رویّه‌ی نگه‌داری از محرمانگی سوابق بیماران است، که هم دربرگیرنده‌ی مکالمات کادرهای درمانی و هم شامل امنیت مدارک پزشکی است. این اصطلاح می‌تواند به‌حفظ حریم شخصی بیماران در برابر دیگر بیماران در اماکن بهداشتی، و حیا در ترتیبات پزشکی نیز اشاره داشته‌باشد.